# Paikemjaure
Paikemjaure är en sjö i Jokkmokks kommun i Lappland och ingår i Råneälvens huvudavrinningsområde. Sjön är 8 meter djup, har en yta på 0,0982 kvadratkilometer och befinner sig 289 meter över havet.

## Delavrinningsområde
Paikemjaure ingår i det delavrinningsområde (738800-172971) som SMHI kallar för Ovan Harrbäcken. Medelhöjden är 296 meter över havet och ytan är 35,87 kvadratkilometer. Räknas de 4 avrinningsområdena uppströms in blir den ackumulerade arean 128,57 kvadratkilometer. Sör-Lillån (Aimobäcken) som avvattnar avrinningsområdet har biflödesordning 2, vilket innebär att vattnet flödar genom totalt 2 vattendrag innan det når havet efter 126 kilometer. Avrinningsområdet består mestadels av skog (54 procent) och sankmarker (44 procent). Avrinningsområdet har 0,6 kvadratkilometer vattenytor vilket ger det en sjöprocent på 1,7 procent.